# Shillourokambos
Shillourokambos (grec moderne : Σιλλουρόκαμπος) est un site archéologique situé au sud de Chypre, à environ six kilomètres à l'est de Limassol, près de Pareklissiá (ou Parekklisha). Le site a été occupé d'environ 8500 av. J.-C. à 7000 (Néolithique précéramique B, PPNB).

## Description
Le site se trouve sur un petit plateau encadré par deux vallons, à environ 5 km de la côte. Il a une superficie de deux hectares.
Il a été fouillé à partir de 1994 par une équipe d'archéologues français dirigée par Jean Guilaine, sous l'égide de l'École française d'Athènes et du département des Antiquités de Chypre.
Il présente des traces d'élevage de bétail : porcs, bœufs, chèvres, moutons, apportés par bateau du continent, où la domestication était déjà bien amorcée.
Le site est connu en particulier parce qu'il offre les premières traces de la domestication du chat, bien avant l'Égypte. En 2004, une tombe datant du milieu du VIIIe millénaire av. J.-C. a révélé la présence d'un chat au côté d'un humain ; ce chat paraît proche du chat sauvage d'Afrique (Felis silvestris lybica). Il a été apprivoisé plutôt que domestiqué : il s'agit d'un phénomène de commensalisme ou plutôt de mutualisme, avec la marque d'un lien symbolique entre l'homme et l'animal.

### Filmographie
- Shillourokambos : les origines de Chypre, film de Marc Azéma et Jean Guilaine, CNRS Images, Passé Simple, 2009, 52 min (DVD).